# パスカル・ガウゼル
パスカル・ガウゼル（Pascal Gaüzère、1977年4月23日 - ）は、フランスの元ラグビーユニオンレフリー（審判員）。フランス・ランド県モンフォール＝シャロッス出身。

## 略歴
日本で開催されたIRBジュニア世界選手権にレフリーとして参加。
2015年W杯・2019年W杯の担当レフリーになった。
そして2021年6月26日に行われたブリティッシュ・アンド・アイリッシュ・ライオンズ対日本代表をもってレフリーを引退した。